# ARGO ATV

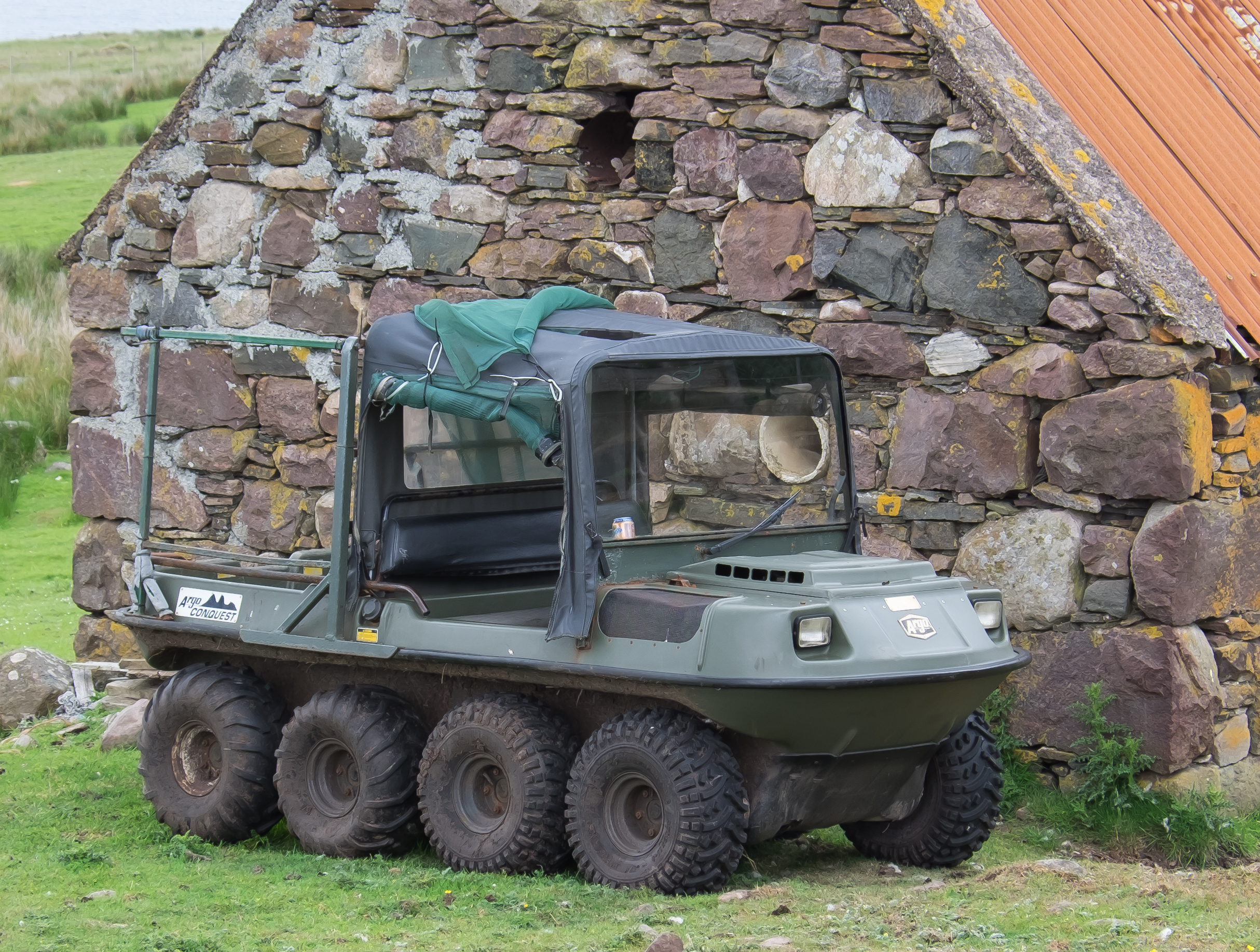
ARGO Conquest con cabina

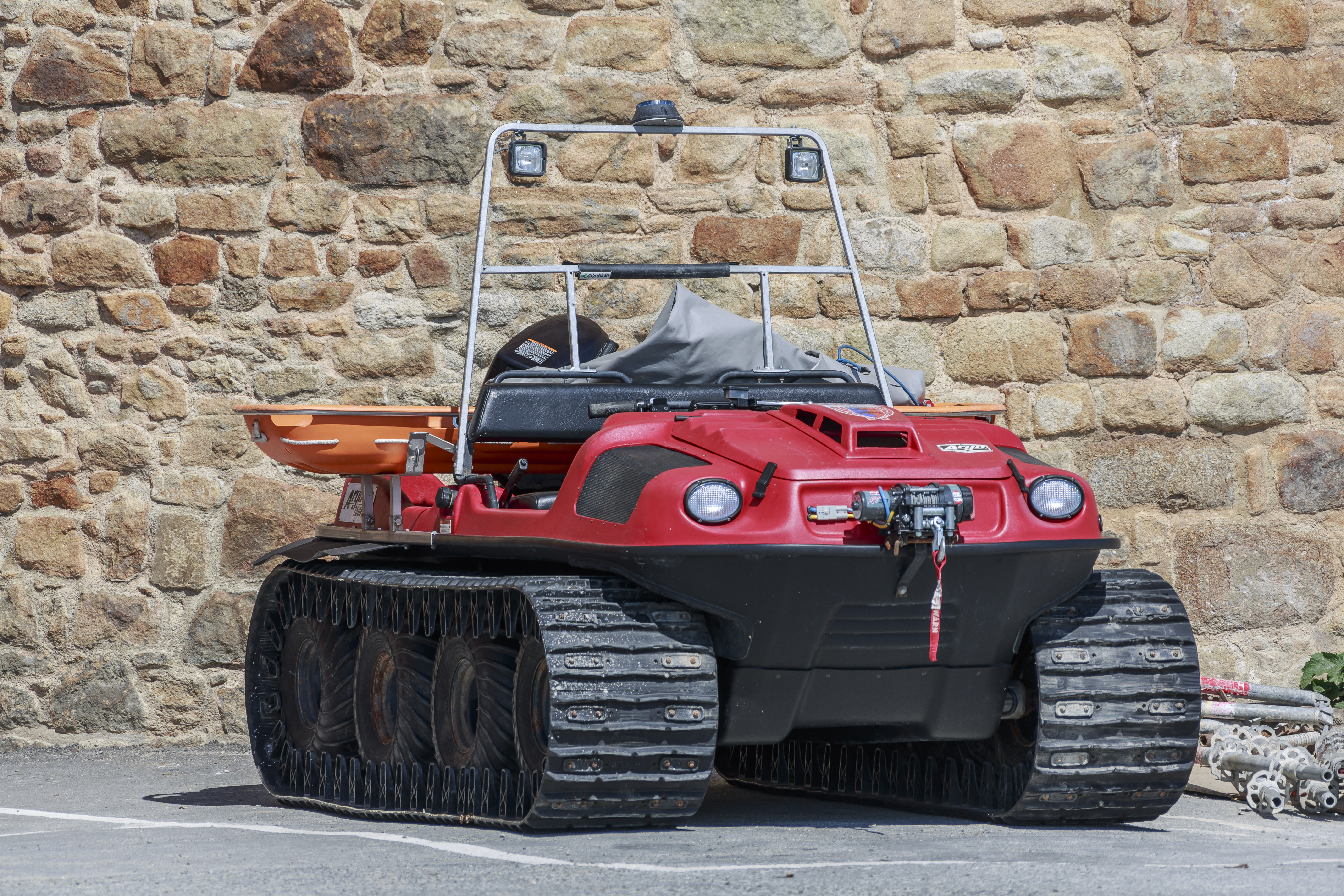
Con adición de orugas 750 HDi

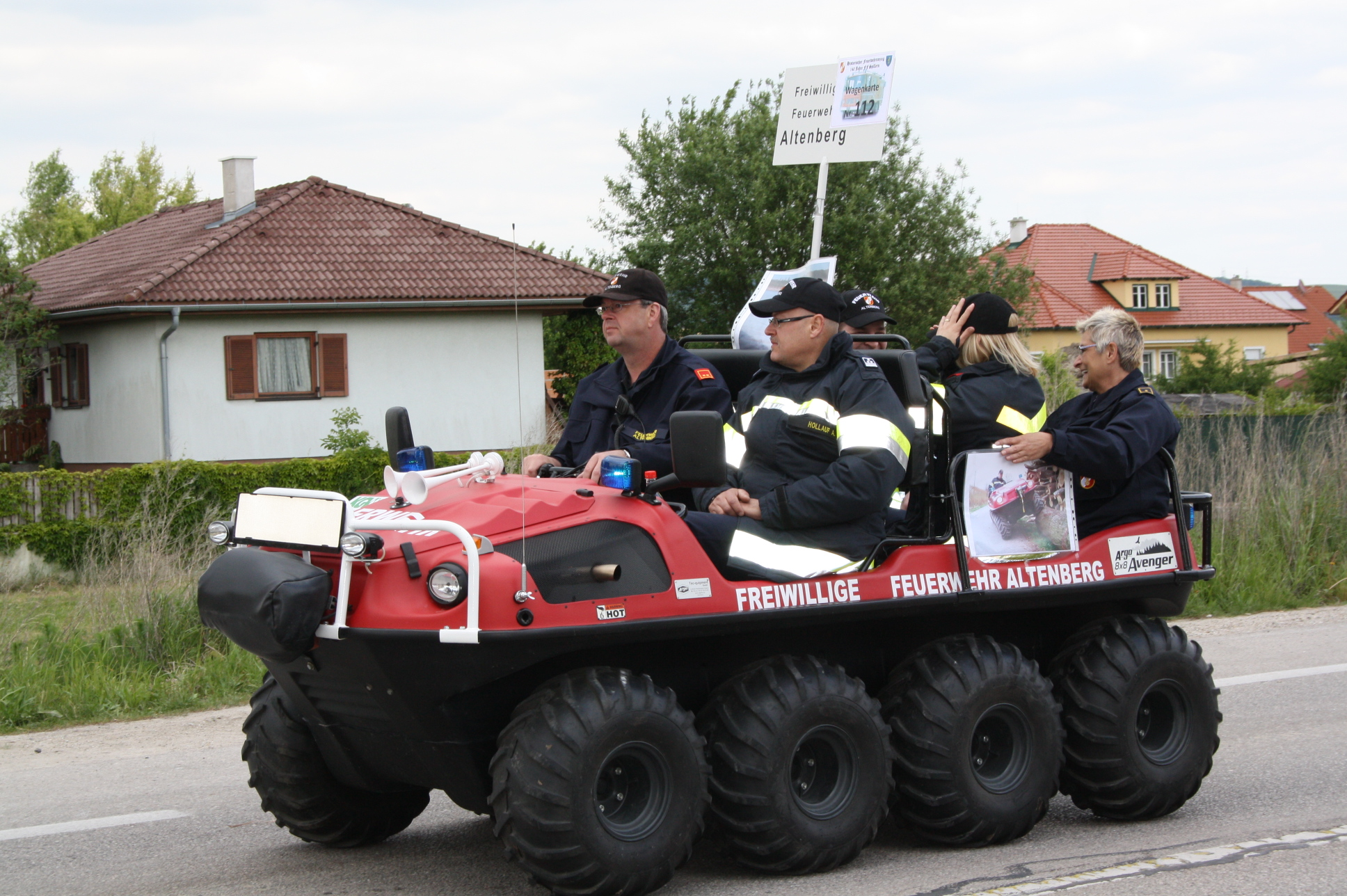
Argo Avenger en Austria, utilizado por los bomberos.

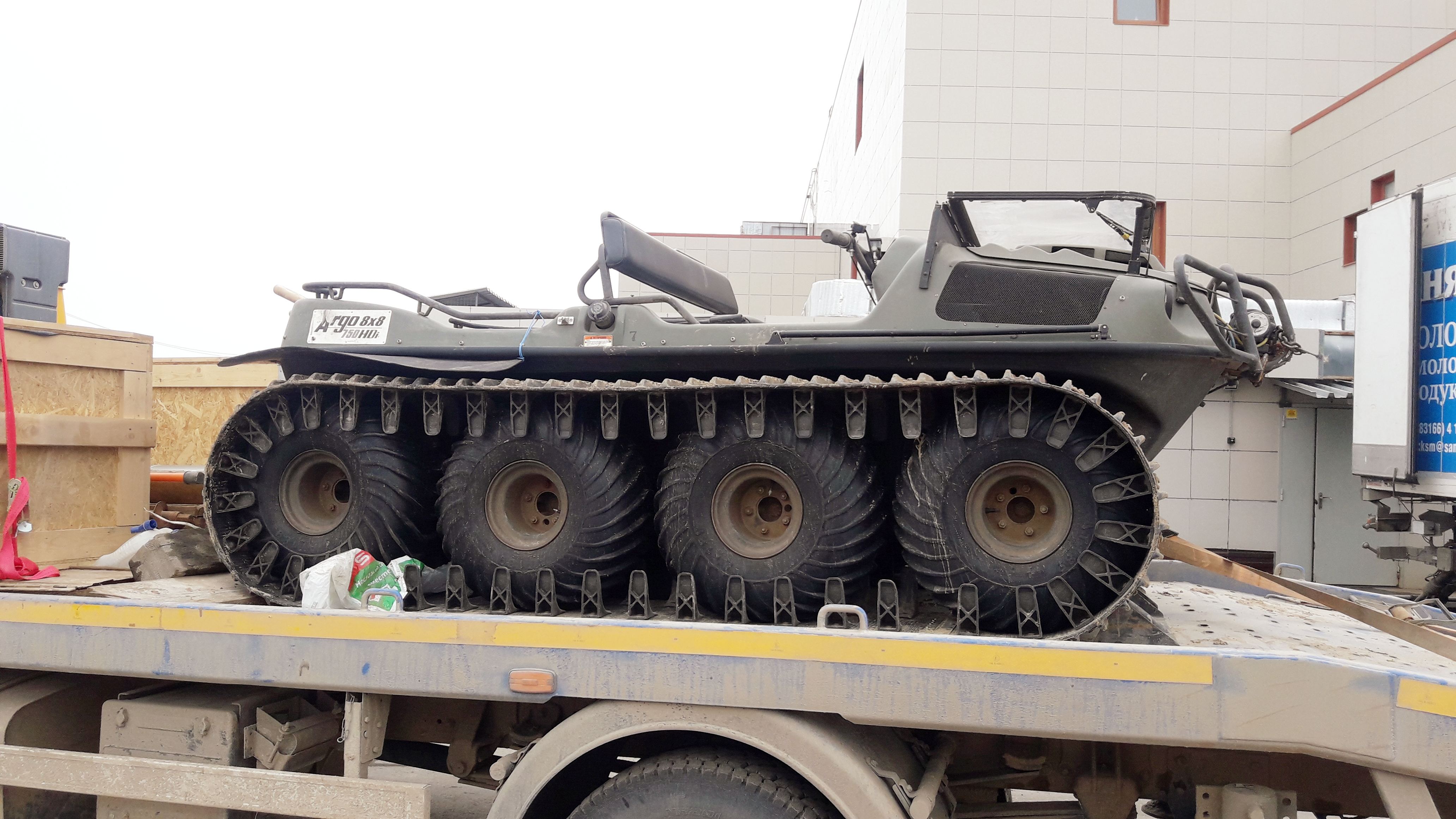

ARGO, a menudo denominado por el acrónimo ARGO ATV para "vehículo todo terreno", es una empresa canadiense de vehículo anfibio todo terreno fundada como Ontario Drive and Gear (ODG) Limited en 1962 en Kitchener , Ontario. Su sede actual se encuentra en New Hamburg (Ontario).

## Productos
ARGO fabrica y comercializa vehículos anfibios todo terreno de 6 y 8 ruedas para uso profesional, militar y de ocio desde hace unos treinta años. ARGO produce un vehículo de orugas con cabina llamado Centaur. Un vehículo comparable es el Terrapin británico de la Segunda Guerra Mundial.

## Historia
Fundada en 1962 a Kitchener, Ontario Drive and Gear Limited. ODG se encargó de desarrollar la transmisión del vehículo  (en Amphicat).
En noviembre de 2009 voluntarios en 12 regiones de Nunavut fueron equipados con un Argo Avenger, un 8×8, búsqueda y rescate.
La Agencia Espacial Canadiense encargó a ARGO el diseño de un vehículo lunar.

## Operadores militares
- España 6 unidades 8x8 entregadas a principios de 2017[6] en la Unidad Militar de Emergencias.
- Pakistán Argo Vengador
- Paraguay